# Кладьківська сільська рада
Кла́дьківська сільська́ ра́да — колишня адміністративно-територіальна одиниця та орган місцевого самоврядування в Куликівському районі Чернігівської області. Адміністративний центр — село Кладьківка.

## Загальні відомості
Кладьківська сільська рада утворена у 1919 році.
- Територія ради: 54,83 км²
- Населення ради: 837 осіб (станом на 2001 рік)

## Населені пункти
Сільській раді були підпорядковані населені пункти:
- с. Кладьківка

## Склад ради
Рада складалася з 12 депутатів та голови.
- Голова ради: Бойко Василь Михайлович
- Секретар ради: Чумаченко Тетяна Василівна

### Керівний склад попередніх скликань
| Прізвище, ім'я, по батькові | Основні відомості                                                         | Дата обрання | Дата звільнення |
| --------------------------- | ------------------------------------------------------------------------- | ------------ | --------------- |
| Бойко Василь Михайлович     | Сільський голова, 1955 року народження, освіта вища, член Народної партії | 26.03.2006   | 31.10.2010      |
| Бойко Василь Михайлович     | Сільський голова, 1955 року народження, освіта вища, безпартійний         | 31.10.2010   |                 |

Примітка: таблиця складена за даними сайту Верховної Ради України

### Депутати
За результатами місцевих виборів 2010 року депутатами ради стали:

#### За суб'єктами висування
| Суб'єкт висування            | Кількість обраних депутатів | %    |
| ---------------------------- | --------------------------- | ---- |
| Партія регіонів              | 6                           | 50   |
| Комуністична партія України  | 2                           | 16,7 |
| Самовисування                | 2                           | 16,7 |
| Соціалістична партія України | 2                           | 16,7 |

#### За округами
| № округу                     | Прізвище, ім'я, по батькові   | Дата визнання обраним | Освіта             | Партійна приналежність             | Відомості про обраного депутата                     |
| ---------------------------- | ----------------------------- | --------------------- | ------------------ | ---------------------------------- | --------------------------------------------------- |
| Комуністична партія України  |                               |                       |                    |                                    |                                                     |
| 1                            | Асадов Тофік Агакерим огли    | 03.11.2010            | середня            | член Комуністичної партії України  | Кладьківська загальноосвітня школа, кочегар         |
| 2                            | Гурин Василь Борисович        | 03.11.2010            | вища               | член Комуністичної партії України  | пенсіонер                                           |
| Партія регіонів              |                               |                       |                    |                                    |                                                     |
| 3                            | Юрчук Тамара Петрівна         | 03.11.2010            | середня спеціальна | позапартійна                       | Кладьківська загальноосвітня школа, вчитель         |
| 6                            | Овдієнко Ганна Анатоліївна    | 03.11.2010            | середня спеціальна | позапартійна                       | пенсіонер                                           |
| 9                            | Топчій Валентин Віталійович   | 03.11.2010            | середня спеціальна | позапартійний                      | приватний підприємець                               |
| 10                           | Саволій Валентина Андріївна   | 03.11.2010            | середня            | позапартійна                       | тимчасово не працює                                 |
| 11                           | Петренко Тетяна Володимирівна | 03.11.2010            | середня            | позапартійна                       | Кладьківське відділення зв'язку, листоноша          |
| 12                           | Гурин Микола Іванович         | 03.11.2010            | середня спеціальна | позапартійний                      | агрофірма «Кладьківка», виконавчий директор         |
| Соціалістична партія України |                               |                       |                    |                                    |                                                     |
| 7                            | Овдієнко Григорій Федорович   | 03.11.2010            | середня спеціальна | член Соціалістичної партії України | тимчасово не працює                                 |
| 8                            | Гурин Любов Юріївна           | 03.11.2010            | середня спеціальна | позапартійна                       | пенсіонер                                           |
| Самовисування                |                               |                       |                    |                                    |                                                     |
| 4                            | Чумаченко Анатолій Андрійович | 03.11.2010            | вища               | позапартійний                      | пенсіонер                                           |
| 5                            | Чумаченко Тетяна Василівна    | 03.11.2010            | вища               | позапартійна                       | Кладьківська сільська рада, секретар сільської ради |